# Belgravia (série télévisée)
Pour les articles homonymes, voir Belgravia.
Belgravia est un drame historique se déroulant au XIXe siècle adapté du roman éponyme de Julian Fellowes publié en 2016. Le titre fait référence à Belgravia, un quartier aisé de la Cité de Westminster, à Londres.  

## Synopsis
Belgravia commence à Bruxelles lors du bal de la duchesse de Richmond, qui est donné dans la nuit du 15 au 16 juin 1815 pour le duc de Wellington, à la veille de la bataille des Quatre Bras, soit trois jours avant la bataille de Waterloo.

## Production et diffusion
Cette série limitée est une coproduction entre Carnival Films et le réseau câblé américain Epix. Elle est réalisée par John Alexander  et produite par Colin Wratten.
Belgravia est diffusée pour la première fois au Royaume-Uni sur ITV le 15 mars 2020 et aux États-Unis le 12 avril 2020 sur Epix. Elle est diffusée en France sur Chérie 25 à partir du 17 avril 2021, et en Suisse sur RTS Un à partir du 9 décembre 2021.
Les scènes qui se déroulent à Bruxelles sont tournées à Hopetoun House en Écosse, à Wrest Park dans le Bedfordshire (scènes de chapelle) et à Bath Assembly Hall (scènes de salle de bal). L'extérieur de la maison de ville Trenchard est filmé sur Moray Place, à Édimbourg. La plupart des intérieurs sont filmés dans un manoir du Berwickshire, en Écosse, ainsi que dans un manoir de Basildon Park et de Syon House à Londres. Certaines scènes se déroulant dans la maison de ville de Londres de la duchesse de Bedford sont tournées à West Wycombe House dans le Buckinghamshire. Le manoir d'Anne Trenchard est fictif, le tournage est réalisé au manoir Loseley Park, à Guildford.
Une suite intitulée Belgravia: The Next Chapter est diffusée sur la chaîne américaine MGM+ à partir du 14 janvier 2024. Créée par Helen Edmundson, cette série se déroule en 1871 et suit le parcours de Frederick Trenchard. La série est produite par Carnival Films et reste inédite en France.

## Casting
La famille Trenchard
- Philip Glenister : James Trenchard
- Tamsin Greig (VF : Josiane Pinson) : Anne Trenchard
- Richard Goulding : Oliver Trenchard, fils de James et Anne
- Emily Reid : Sophia Trenchard, fille de James et Anne
- Alice Eve : Susan Trenchard, épouse sans enfant d'Oliver

Les domestiques des Trenchard
- Paul Ritter (VF : Philippe Peythieu) : Turton, majordome des Trenchard
- Saskia Reeves (VF : Isabelle Gardien) : Ellis, femme de chambre d'Anne Trenchard
- Bronagh Gallagher : Speer, femme de chambre de Susan Trenchard

La famille Bellasis
- Tom Wilkinson (VF : Patrick Préjean) : Peregrine Bellasis, comte de Brockenhurst
- Harriet Walter : Caroline Bellasis, comtesse de Brockenhurst
- Jeremy Neumark Jones : Edmund, vicomte Bellasis, fils unique du comte et de la comtesse de Brockenhurst et héritier apparent de son père
- James Fleet : révérend Stephen Bellasis, frère cadet du comte de Brockenhurst et héritier présomptif de son frère aîné
- Diana Hardcastle (VF : Évelyne Grandjean) : Grace Bellasis, épouse de Stephen Bellasis
- Adam James : John Bellasis, fils de Stephen Bellasis et héritier de son père

La famille Gray
- Tara Fitzgerald : Corinne Gray, comtesse douairière de Templemore
- Ella Purnell (VF : Léopoldine Serre) : Lady Maria Grey, fille de Lady Templemore

La famille Pope
- Serena Evans (VF : Marie-Martine) : Mme Pope, mère adoptive de Charles Pope
- Jack Bardoe (VF : Alexis Ballesteros) : Charles Pope

Personnages au bal de la duchesse de Richmond
- Nicholas Rowe : Arthur Wellesley, duc de Wellington
- James Chalmers : Sir William Ponsonby
- Gunnar DeYoung : prince d'Orange
- Diana Kent  : duchesse de Richmond
- Robert Portal (VF : Laurent Claret) : duc de Richmond

Autres
- Naomi Frederick : duchesse de Bedford
- Penny Layden (VF : Caroline Jacquin) : Mme Babbage
- Jack Shalloo :  Morris
- Nigel Allen : Robert
- Stevee Davies (VF : Aurélien Raynal) : Brodsworth

 Source et légende : version française (VF) sur RS Doublage

## Épisodes

### Épisode 1:Le Bal avant la bataille
James Trenchard, un homme d'affaires prospère surnommé le Magicien pour sa capacité à fournir de la nourriture et du matériel à l'armée à la veille de la bataille des Quatre Bras, utilise l'amitié de sa fille, Sophia, avec Lord Bellasis pour gagner les faveurs de celui-ci et il accepte leur mariage. Sophia découvre que la cérémonie de mariage est un simulacre. Bellasis est tué sur le champ de bataille et Sophia, restée célibataire et enceinte, meurt pendant l'accouchement, laissant un fils. Vingt-six ans plus tard, les Trenchard s'installent dans le nouveau quartier de Belgravia, où ils deviennent les voisins des Brockenhurst, lesquels ignorent tout de ce petit-fils.

### Épisode 2:La Réception de Belgrave Square
Anne Trenchard décide, contre la volonté de son mari, de confier le secret d'un petit-fils, Charles Pope, à Lady Brockenhurst, qui refuse de croire que son fils puisse manigancer une telle supercherie. Lady Brockenhurst, dont le mari déplore qu'ils n'aient pas d'héritier, organise une after dinner party à laquelle elle invite Charles Pope, qui n'a aucune idée de ses parents biologiques. Les Trenchard, dont leur fils, Oliver, et sa femme, Susan, sont également invités. Les autres invités sont le neveu de Lady Brockenhurst, John Bellasis, l'héritier présomptif, et Lady Maria Grey, qui devrait l'épouser. Lorsque Charles Pope arrive, Lady Brockenhurst le présente et découvre que James Trenchard a investi dans l'entreprise de Pope en tant que négociant en coton, au grand étonnement d'Anne Trenchard. John Bellasis se prend d'affection pour Susan, tandis que Pope découvre que Lady Maria connaît bien le commerce du coton.

### Épisode 3:Un homme d'affaires
L'introduction de Charles Pope dans la société par Lady Brockenhurst suscite l'intérêt du beau-frère de Lady Brockenhurst, le révérend Stephen Bellasis, qui a mille livres de dettes de jeu de que son frère, le comte, refuse de payer. Lady Maria Grey s'y intéresse également, ainsi que son fiancé John Bellasis, le fils de Stephen, qui entame une liaison avec Susan Trenchard, et elle compte sur sa servante, Speer, pour garder le secret. Oliver, le mari de Susan, est également curieux de savoir pourquoi son père, James Trenchard, a investi dans la société de Charles. John Bellasis décide de demander l'aide des serviteurs Ellis et Turton pour découvrir les secrets de famille.

### Épisode 4:Rencontres secrètes
Lady Maria Grey rejoint Lady Brockenhurst lors de sa visite dans les bureaux de Charles Pope. Anne Trenchard demande à les accompagner. Les domestiques des Trenchard informent de cette visite John Bellasis, qui se présente à l'improviste. Ne parvenant toujours pas à trouver un lien, Bellasis demande à son amante, Susan, d'accompagner son mari, Oliver, et ses parents dans leur maison de campagne pour glaner plus d'informations. Lady Maria voit Charles Pope en secret et ils se rendent compte qu'ils ont des sentiments communs. Le révérend Bellasis reçoit de son frère de l'argent pour rembourser ses dettes de jeu, tandis que John Bellasis, qui a besoin d'argent pour payer ses espions, vole la dernière pièce d'argenterie que sa mère avait cachée. Lady Templemore fait pression sur sa fille, Lady Maria, pour qu'elle épouse John et est choquée de constater qu'elle ne le souhaite pas. Susan Trenchard est choquée d'apprendre qu'elle est enceinte.

### Épisode 5:Le Passé, un pays étranger
John Bellasis découvre par Turton que James Trenchard était en contact avec les parents adoptifs de Charles Pope depuis des années. Lady Maria Grey informe Lady Brockenhurst et Anne Trenchard qu'elle n'épousera pas John Bellasis malgré l'annonce faite par sa mère dans le journal The Times. Oliver Trenchard se rend à la filature de coton de Pope à Manchester et apprend que Pope a obtenu la filature par des moyens détournés et qu'il a fraudé les douanes et les accises. Charles ne nie pas l'allégation lorsqu'il est confronté à James Trenchard, qui décide de se rendre dans le nord pour enquêter par lui-même. À la suite de ces accusations, Lady Brockenhurst décide de révéler la véritable filiation de Charles. Charles Pope refuse de s'enfuir avec Lady Maria avec les allégations qui pèsent sur lui. Les lettres et le certificat de mariage de Sophia sont remis à Anne Trenchard par une ancienne servante et amie de Sophia. En entendant parler de ces documents, John Bellasis réalise les implications pour son héritage, encore aggravées lorsqu'il découvre que le mariage de Sophia avec Lord Bellasis était légalement valide.

### Épisode 6:Un homme honorable
James Trenchard se rend à Manchester et découvre que les allégations contre Charles Pope sont fausses. Susan Trenchard annonce à John Bellasis qu'elle est enceinte, mais il refuse de l'épouser car elle serait une femme divorcée et la belle-fille d'un commerçant. La tromperie d'Ellis est découverte et elle implique Turton et John Bellasis. Susan persuade Oliver d'accepter que le bébé soit son fils et son héritier, James et Anne devant leur céder leur domaine de campagne. Pope est attiré à un rendez-vous nocturne à la rivière par John Bellasis qui a l'intention de récupérer son héritage en le tuant. James et Oliver Trenchard viennent à son secours et Oliver devient un héros improbable en sauvant son père et Pope de la noyade. John Bellasis s'enfuit en Europe et Charles Pope est reconnu comme vicomte Bellasis. Les objections de Lady Templemore à ce que sa fille, Lady Maria, épouse Charles Pope sont surmontées.